# 1210 Morosovia
1210 Morosovia este un asteroid din centura principală, descoperit pe 6 iunie 1931 de Grigori Neuimin.